# Joan Beltrí
Joan Beltrí (Reus, 15 de gener de 1718 - Poblet, 14 de novembre de 1797) va ser Abat de Poblet.
Ingressà als divuit anys al Monestir de Poblet des d'on el van enviar al col·legi que l'Orde del Cister tenia a Cervera, on estudià teologia. Tornat a Poblet, és nomenat prior del Santuari del Tallat el 1757. Mort Josep Baldrich, abat de Poblet el 1768, va ser elegit pel càrrec per la comunitat. L'any següent, el Capítol de la Congregació Cistercenca d'Aragó i de Navarra, el va elegir Vicari general, càrrec que compaginà amb el d'abat. Va assistir al capítol general de l'orde el 1771 a l'Abadia de Cîteaux, on va ser confessor extraordinari dels abats allí reunits. El 1772 deixà els càrrecs i es retirà a Poblet fins a la seva mort el 1797.